# Csingcsou
Csingcsou (egyszerűsített kínai írással: 荆州, pinjin: Jīngzhōu) prefektúra szintű város Kínában, Hupej tartományban. Lakosainak száma 5 231 180 fő (2020).

## Népesség
| 2019 | 5 570 100 |
| 2020 | 5 231 180 |

## Testvérvárosok
- Kangnung
- Aizuvakamacu